# National Thermal Power Corporation
NTPC Limited (anciennement National Thermal Power Corporation) est le premier producteur et distributeur d'électricité et de gaz en Inde. L'entreprise fait partie de l'indice boursier BSE Sensex.